# Loire 46
Loire 46 byl francouzský jednomístný stíhací letoun druhé poloviny 30. let 20. století. Letoun navržený společností Loire Aviation byl hornoplošné koncepce. Byl objednán francouzským letectvem, ale sloužil i na straně republikánů během španělské občanské války. Při vypuknutí 2. světové války jich byla již většina stažena z provozu.

## Vývoj a popis
Loire 46 byla vylepšená verze dvou předchozích stíhacích letounů společnosti Loire, a to Loire 43 a Loire 45. Ačkoliv byl vylepšený, stále připomínal starší stroje svým lomeným křídlem (tzv. „racek“), otevřeným kokpitem a pevným podvozkem. Prvních z pěti prototypů poprvé vzlétl v září 1934. Zkoušky prokázaly vynikající ovladatelnost letounu, a proto francouzské letectvo objednalo 60 dalších letounů.

## Operační historie
První stroje začaly přicházet k jednotkám jako stíhací letouny v srpnu 1936. V září 1936 bylo pět prototypů letounů Loire 46 posláno do Španělska, kde se na straně republikánů zúčastnily španělské občanské války.
Na počátku 2. světové války byly letouny se svým lomeným křídlem považovány za zastaralé a byly převeleny ke školním jednotkám, kde byly používány k pokročilému výcviku. V prvních týdnech války však byla jedna „Escadrille“ stále ještě vybavena těmito letouny. Jejich výkonnost proti moderním německým stíhačkám však byla předvídatelná.

## Varianty
Loire 46.01
První prototyp letounu.
Loire 46
Sériová verze letounu.

## Specifikace (Loire 46)
Technické údaje pocházejí z publikace „The Complete Book of Fighters“.

### Technické údaje
- Posádka: 1
- Rozpětí: 11,83 m
- Délka: 7,88 m
- Výška: 4,13 m
- Nosná plocha: 19,5 m²
- Plošné zatížení: ? kg/m²
- Prázdná hmotnost: 1 450 kg
- Vzletová hmotnost: 2 100 kg
- Pohonná jednotka: 1× hvězdicový motor Gnome-Rhône 14Kfs
- Výkon pohonné jednotky: 930 k (694 kW)

### Výkony
- Cestovní rychlost: ? ve výšce ? m
- Maximální rychlost: 370 km/h (230 mph) km/h ve výšce ? m
- Dolet: 750 km
- Dostup: 11 750 m (38 550 stop)[3]
- Stoupavost: 12,09 m/s (2 410 stop/min)
- Výstup do 3 000 m (9 840 stop): 3,3 min.

### Výzbroj
- 4× pevný kulomet MAC 1934 ráže 7,5 mm střílející dopředu a montovaný do křídla

## Uživatelé

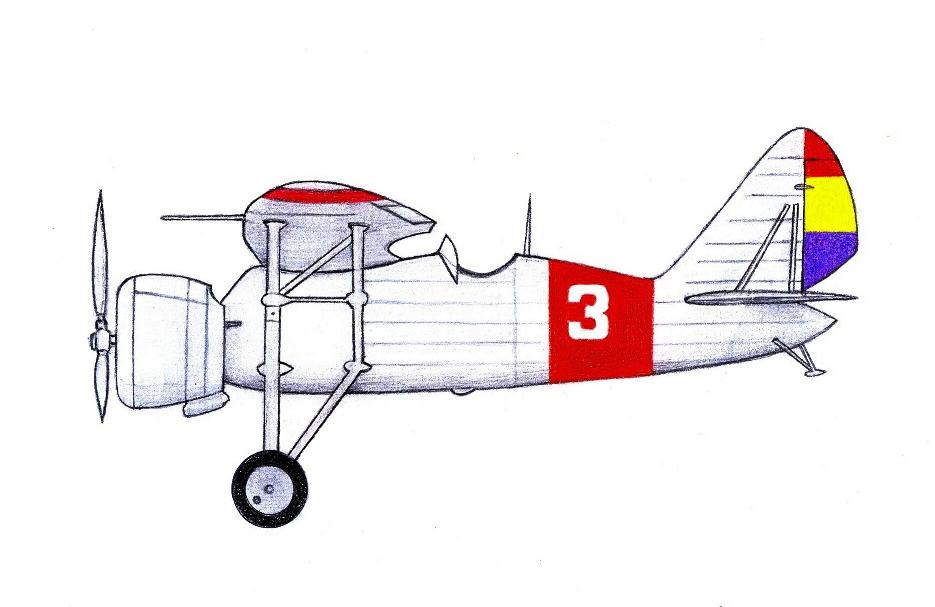
Loire 46

Francie
- Francouzské letectvo

 Španělská republika
- Španělské republikánské letectvo – obdrželo 5 letounů.